# Farruch Amonatow
Farruch Amonatow (ur. 13 kwietnia 1978) – tadżycki szachista, drugi w historii – po Magaramie Magomedowie – arcymistrz tego kraju (tytuł otrzymał w roku 2002).

## Kariera szachowa
Od połowy lat 90. należy do podstawowych zawodników reprezentacji Tadżykistanu. Pomiędzy 1996 a 2006 rokiem czterokrotnie (w tym 2 razy na I szachownicy) wystąpił na szachowych olimpiadach. W 2005 r. uczestniczył w rozgrywanym w Chanty-Mansyjsku Pucharze Świata, w I rundzie pokonując Michała Krasenkowa, ale w I przegrywając z Magnusem Carlsenem.
Do indywidualnych sukcesów Farrucha Amonatowa należą m.in. dz. I m. w Kałudze (2002), dz. I m. w Nowomoskowsku (2002, z Walentinem Arbakowem), dz. I m. w Moskwie (dwukrotnie w 2003, z Władimirem Dobrowem oraz Borysem Sawczenko), I m. w Riazaniu (2003), I m. we Włodzimierzu nad Klaźmą (2004), II m. w Sierpuchowie (2004, finał Pucharu Rosji, w finale porażka z Artiomem Iljinem), I m. w Moskwie (2005 i 2006), I m. w Kazaniu (2007), dz. I m. w Woroneżu (2007, z Borysem Sawczenko i Aleksandrem Lastinem), dz. I m. w Tomsku (2007, m.in. z Maratem Dżumajewem, Andriejem Gutowem i Andriejem Biełozierowem) oraz I m. w Kałudze (2007). W 2008 r. podzielił I m. w memoriale Gieorgija Agzamowa w Taszkencie (wspólnie z Antonem Filippowem i Witalijem Cieszkowskim) oraz w memoriale Michaiła Czigorina w Petersburgu (wspólnie z Władimirem Biełowem i Walerijem Popowem), jak również podzielił II m. (za Leinierem Dominguezem, wspólnie z Igorem Chenkinem) w memoriale Jose Raula Capablanki w Hawanie.
Najwyższy ranking w dotychczasowej karierze osiągnął 1 lipca 2008 r., z wynikiem 2650 punktów zajmował wówczas 74. miejsce na światowej liście FIDE.